# لیدی فوتبال
لیدی فوتبال (ایتالیایی: Lady Football) یک فیلم کمدی سکسی سبک ایتالیایی به کارگردانی «ایتالو مارتیننگی» است که در سال ۱۹۷۹ منتشر شد. از بازیگران این فیلم می‌توان به مینو ریتانو و فرانچسکا رومانا کولوتسی اشاره کرد.